# Élections législatives de 1997 dans la Drôme
Les élections législatives françaises de 1997 se déroulent les 25 mai et 1er juin 1997. Dans le département de la Drôme, quatre députés sont à élire dans le cadre de quatre circonscriptions.

## Élus
| Circonscription | Député sortant    | Parti | Parti     | Député élu ou réélu | Parti | Parti     |
| --------------- | ----------------- | ----- | --------- | ------------------- | ----- | --------- |
| 1re             | Patrick Labaune   |       | RPR       | Michèle Rivasi      |       | Les Verts |
| 2e              | Thierry Cornillet |       | UDF (Rad) | Éric Besson         |       | PS        |
| 3e              | Hervé Mariton     |       | UDF (AD)  | Michel Grégoire     |       | PS        |
| 4e              | Georges Durand    |       | UDF (PR)  | Henri Bertholet     |       | PS        |

## Résultats

### Résultats à l'échelle du département
| Parti          | Parti                              | Premier tour | Premier tour | Second tour | Second tour | Sièges |
| Parti          | Parti                              | Voix         | %            | Voix        | %           | Sièges |
| -------------- | ---------------------------------- | ------------ | ------------ | ----------- | ----------- | ------ |
|                | Parti socialiste                   | 37 104       | 19,82        | 75 661      | 37,24       | 3      |
|                | Les Verts                          | 17 256       | 9,22         | 22 865      | 11,25       | 1      |
|                | Parti communiste français          | 13 117       | 7,01         |             |             | 0      |
|                | Mouvement des citoyens             | 6 106        | 3,26         | 0           |             |        |
|                | Divers gauche                      | 2 361        | 1,26         | 0           |             |        |
|                | Gauche plurielle                   | 75 944       | 40,57        | 98 526      | 48,49       | 4      |
|                |                                    |              |              |             |             |        |
|                | Union pour la démocratie française | 43 880       | 23,44        | 72 226      | 35,55       | 0      |
|                | Rassemblement pour la République   | 13 872       | 7,41         | 22 831      | 11,24       | 0      |
|                | La Droite indépendante             | 5 500        | 2,94         |             |             | 0      |
|                | Divers droite                      | 315          | 0,17         | 0           |             |        |
|                | Droite parlementaire               | 63 567       | 33,96        | 95 057      | 46,78       | 0      |
|                |                                    |              |              |             |             |        |
|                | Front national                     | 33 562       | 17,93        | 9 597       | 4,72        | 0      |
|                | Divers écologiste dont MÉI et GÉ   | 9 186        | 4,91         |             |             | 0      |
|                | Lutte ouvrière                     | 2 085        | 1,11         | 0           |             |        |
|                | Divers                             | 1 420        | 0,79         | 0           |             |        |
|                | Extrême droite                     | 1 409        | 0,75         | 0           |             |        |
|                |                                    |              |              |             |             |        |
| Inscrits       | Inscrits                           | 288 120      | 100,00       | 288 142     | 100,00      | 4      |
| Abstentions    | Abstentions                        | 91 276       | 31,68        | 74 053      | 25,7        |        |
| Votants        | Votants                            | 196 844      | 68,32        | 214 089     | 74,3        |        |
| Blancs et nuls | Blancs et nuls                     | 9 671        | 4,91         | 10 909      | 5,1         |        |
| Exprimés       | Exprimés                           | 187 173      | 95,09        | 203 180     | 94,9        |        |

### Résultats par circonscription

#### Première circonscription (Valence)
| Candidat       | Candidat                | Parti          | Premier tour | Premier tour | Second tour | Second tour |  |
| Candidat       | Candidat                | Parti          | Voix         | %            | Voix        | %           |  |
| -------------- | ----------------------- | -------------- | ------------ | ------------ | ----------- | ----------- |  |
|                | Patrick Labaune sortant | RPR            | 13 872       | 33,65        | 22 831      | 49,96       |  |
|                | Michèle Rivasi élue     | Les Verts (PS) | 13 576       | 32,93        | 22 865      | 50,04       |  |
|                | Joël Cheval             | FN             | 6 555        | 15,9         |             |             |  |
|                | François Chéret         | PCF            | 2 588        | 6,28         |             |             |  |
|                | Sylvie Crozet           | LO             | 1 018        | 2,47         |             |             |  |
|                | Rose Giannini           | GÉ             | 1 003        | 2,43         |             |             |  |
|                | François-Albert Brunet  | LDI (MPF)      | 848          | 2,06         |             |             |  |
|                | Michel Capelassse       | MÉI            | 449          | 1,09         |             |             |  |
|                | Max Canzian             | MDC            | 410          | 0,99         |             |             |  |
|                | Philippe Dannerolle     | Divers droite  | 315          | 0,76         |             |             |  |
|                | Halima Djebassi         | Divers         | 244          | 0,59         |             |             |  |
|                | Jules Remadi            | IR             | 205          | 0,5          |             |             |  |
|                | Périco Boucherlé        | Extrême droite | 142          | 0,34         |             |             |  |
|                |                         |                |              |              |             |             |  |
| Inscrits       | Inscrits                | Inscrits       | 64 887       | 100,00       | 64 886      | 100,00      |  |
| Abstentions    | Abstentions             | Abstentions    | 21 891       | 33,74        | 17 158      | 26,44       |  |
| Votants        | Votants                 | Votants        | 42 996       | 66,26        | 47 728      | 73,56       |  |
| Blancs et nuls | Blancs et nuls          | Blancs et nuls | 1 771        | 4,12         | 2 032       | 4,26        |  |
| Exprimés       | Exprimés                | Exprimés       | 41 225       | 95,88        | 45 696      | 95,74       |  |

#### Deuxième circonscription (Montélimar - Pierrelatte)
| Candidat       | Candidat                  | Parti          | Premier tour | Premier tour | Second tour | Second tour |  |
| Candidat       | Candidat                  | Parti          | Voix         | %            | Voix        | %           |  |
| -------------- | ------------------------- | -------------- | ------------ | ------------ | ----------- | ----------- |  |
|                | Thierry Cornillet sortant | UDF (Rad)      | 13 519       | 30,28        | 23 451      | 49,88       |  |
|                | Éric Besson élu           | PS             | 10 867       | 24,34        | 23 562      | 50,12       |  |
|                | Alain Bérard              | FN             | 8 219        | 17,01        |             |             |  |
|                | Catherine Coutard         | MDC (PCF)      | 5 696        | 12,76        |             |             |  |
|                | Vincent Peyronnet         | GÉ             | 1 508        | 3,38         |             |             |  |
|                | Jean-Pierre Morichaud     | Les Verts      | 1 487        | 3,33         |             |             |  |
|                | Bernard Simon             | LDI (MPF)      | 1 242        | 2,78         |             |             |  |
|                | Jean Peillard             | IR             | 836          | 1,87         |             |             |  |
|                | Philippe Michel           | Extrême droite | 722          | 1,62         |             |             |  |
|                | Suzanne Del Papa          | Extrême droite | 545          | 1,22         |             |             |  |
|                |                           |                |              |              |             |             |  |
| Inscrits       | Inscrits                  | Inscrits       | 67 930       | 100,00       | 67 938      | 100,00      |  |
| Abstentions    | Abstentions               | Abstentions    | 20 962       | 30,86        | 17 680      | 26,02       |  |
| Votants        | Votants                   | Votants        | 46 968       | 69,14        | 50 258      | 73,98       |  |
| Blancs et nuls | Blancs et nuls            | Blancs et nuls | 2 327        | 4,95         | 3 245       | 6,46        |  |
| Exprimés       | Exprimés                  | Exprimés       | 44 641       | 95,05        | 47 013      | 93,54       |  |

#### Troisième circonscription (Crest - Die - Nyons)
| Candidat       | Candidat              | Parti          | Premier tour | Premier tour | Second tour | Second tour |  |
| Candidat       | Candidat              | Parti          | Voix         | %            | Voix        | %           |  |
| -------------- | --------------------- | -------------- | ------------ | ------------ | ----------- | ----------- |  |
|                | Hervé Mariton sortant | UDF (AD)       | 18 118       | 32,92        | 28 870      | 49,1        |  |
|                | Michel Grégoire élu   | PS             | 14 201       | 25,8         | 29 927      | 50,9        |  |
|                | Romain Roustan        | FN             | 8 451        | 15,36        |             |             |  |
|                | Jean-Pierre Rambaud   | PCF            | 6 685        | 12,15        |             |             |  |
|                | Didier Jouve          | PE             | 2 633        | 4,78         |             |             |  |
|                | Paul-Bernard Pruvost  | GÉ             | 2 226        | 4,04         |             |             |  |
|                | Hubert Bouyac         | LDI (MPF)      | 1 759        | 3,2          |             |             |  |
|                | Bernard Denis         | IR             | 962          | 1,75         |             |             |  |
|                |                       |                |              |              |             |             |  |
| Inscrits       | Inscrits              | Inscrits       | 82 611       | 100,00       | 82 631      | 100,00      |  |
| Abstentions    | Abstentions           | Abstentions    | 24 414       | 29,55        | 20 251      | 24,51       |  |
| Votants        | Votants               | Votants        | 58 197       | 70,45        | 62 380      | 75,49       |  |
| Blancs et nuls | Blancs et nuls        | Blancs et nuls | 3 162        | 5,43         | 3 583       | 5,74        |  |
| Exprimés       | Exprimés              | Exprimés       | 55 035       | 94,57        | 58 797      | 94,26       |  |

#### Quatrième circonscription (Romans-sur-Isère)
| Candidat       | Candidat               | Parti          | Premier tour | Premier tour | Second tour | Second tour |  |
| Candidat       | Candidat               | Parti          | Voix         | %            | Voix        | %           |  |
| -------------- | ---------------------- | -------------- | ------------ | ------------ | ----------- | ----------- |  |
|                | Georges Durand sortant | UDF (PR)       | 12 243       | 26,46        | 19 905      | 38,52       |  |
|                | Henri Bertholet élu    | PS             | 12 036       | 26,01        | 22 172      | 42,91       |  |
|                | Bernard Pinet          | FN             | 10 337       | 22,34        | 9 597       | 18,57       |  |
|                | Jacques Faure          | PCF            | 3 844        | 8,31         |             |             |  |
|                | Jean-Marie Chosson     | Les Verts      | 2 193        | 4,74         |             |             |  |
|                | Françoise Hauss        | LDI (CNIP)     | 1 651        | 3,57         |             |             |  |
|                | Jean-Louis Blard       | GÉ             | 1 367        | 2,95         |             |             |  |
|                | Pierre Coup            | Divers         | 1 176        | 2,54         |             |             |  |
|                | Didier Machou          | LO             | 1 067        | 2,31         |             |             |  |
|                | Monique Bourbonneux    | IR             | 358          | 0,77         |             |             |  |
|                |                        |                |              |              |             |             |  |
| Inscrits       | Inscrits               | Inscrits       | 72 692       | 100,00       | 72 687      | 100,00      |  |
| Abstentions    | Abstentions            | Abstentions    | 24 009       | 33,03        | 18 964      | 26,09       |  |
| Votants        | Votants                | Votants        | 48 683       | 66,97        | 53 723      | 73,91       |  |
| Blancs et nuls | Blancs et nuls         | Blancs et nuls | 2 411        | 4,95         | 2 049       | 3,81        |  |
| Exprimés       | Exprimés               | Exprimés       | 46 272       | 95,05        | 51 674      | 96,19       |  |